# Kristina Nilsson-olyckan

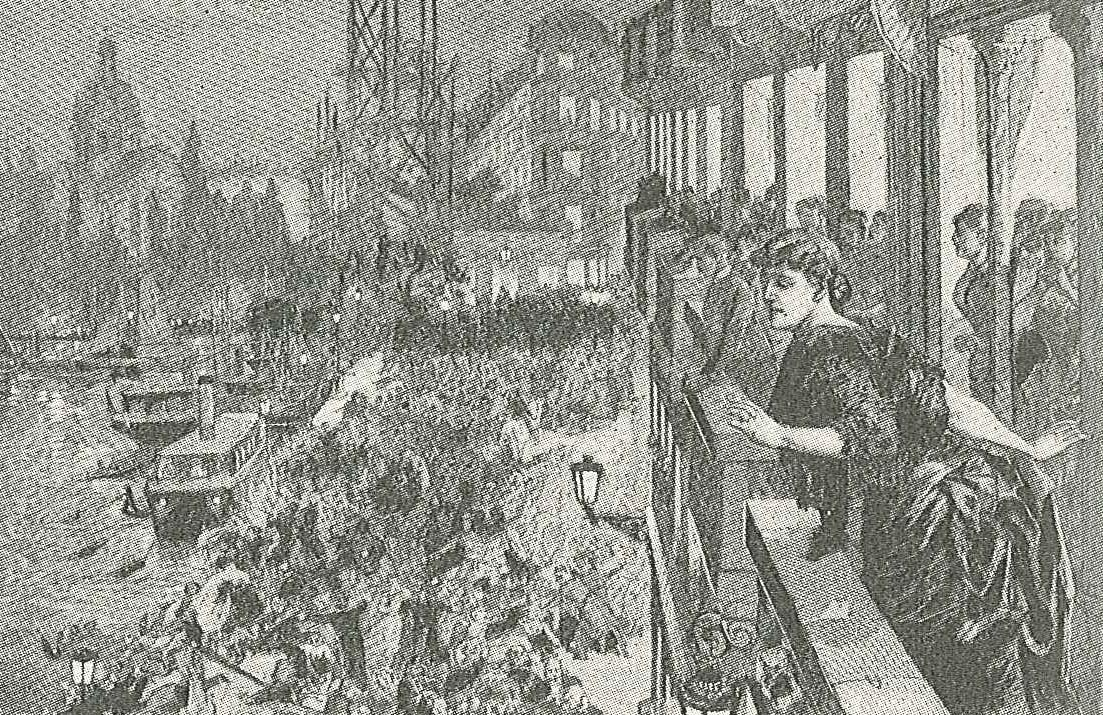
Kristina Nilsson-olyckan skildrad i en samtida tidningsillustration.

Kristina Nilsson-olyckan var en trängselolycka med cirka 19 dödsfall som inträffade på kvällen 23 september 1885 på platsen utanför Grand Hotel i Stockholm då sopranen Kristina (Christine) Nilsson sjöng från hotellets balkong. Än idag hör händelsen till Sveriges mest beryktade olyckor och betraktades i samtiden som en nationell katastrof.

## Bakgrund
Den smålandsfödda lantbrukardottern Kristina Nilsson blev en av 1800-talets mest beundrade och internationellt kända operasångerskor. Hon uppnådde liksom Jenny Lind och Adelina Patti en närmast ikonisk stjärnstatus långt utanför den relativt begränsade skara som hade möjligheten att höra henne.
Ett av de få tillfällen då en större publik kunde få chansen att höra henne inträffade då hon under en turné tillfälligt återvänt till Sverige där hon bland annat uppträdde i Stockholm. Redan första kvällen hade en stor skara nyfikna människor samlats utanför Grand Hotel där hon bodde med förhoppningen om att få en skymt av den hemvändande stjärnan. Hon uppenbarade sig på hotellets hörnbalkong och tackade för den vänliga uppmärksamheten men tillade att hon tyvärr var för trött för att sjunga något. Däremot lovade hon att sjunga den sista kvällen vilket inträffade vid halv tiotiden på kvällen den 23 september.

## Konserten
Vädret var klart, ljummet och med månsken. Ryktet om att hon skulle sjunga från hotellbalkongen hade spritt sig genom staden och mellan 10 000 och 20 000 människor hade samlats i Kungsträdgårdens nedre del, Karl XII:s Torg och platsen utanför Grand Hotel (Stallgatan och Blasieholmskajen). Polisen fanns redan på plats och hade försökt öppna väg för sångerskans vagn men misslyckades; hon fick istället gå in bakvägen till hotellet. Enligt vittnen tystnade den jublande och hurraropande folkmassan direkt då Kristina Nilsson visade sig på balkongen och sjöng ett par folkvisor. Hon avslutade med Värmlandsvisan och uppmanade publiken till att snällt gå hem och lägga sig.

## Katastrofen
Det var nu som tumult utbröt i folkhavet där en fruktansvärd trängsel uppstod. Ett vittne omtalade att en grupp pojkar försökt tränga sig igenom folkvimlet genom att armkroka, sparka och knuffa sig fram varvid de som stod närmast kajen riskerade att hamna i vattnet och därför tryckte tillbaka inåt. Granntomten mittemot Grand Hotel, det Palmeska huset, stod då under uppförande och dödsolyckorna tycks ha inträffat då vissa snubblade över byggnadsmaterial som låg uppsamlat intill bygget och på så sätt hamnade under den täta folkmassan och klämdes eller trampades till döds. Andra kunde tack vare att ett plank vid samma bygge brutits sönder rädda sig ut mot Grevgränden och vissa kunde räddas upp på Fersenska palatsets terrass.
Döda och skadade bars till en början in i Grand Hotels entré, men de döda fördes sedan till Patologicum vid Karolinska institutet, medan skadade fördes till Serafimerlasarettet. Redan utanför vid Hantverkargatan bildades en folkström som hade Patologicum till mål, där de sökte efter saknade. Bland de omkomna fanns övervägande kvinnor och barn. Dödssiffran varierar kring 18–20 personer och ett 70-tal beräknas ha lidit allvarligare skador. Omtalad var även den stora mängd av hattar, handskar, käppar och andra personliga tillhörigheter som tappats i tumultet och samlats i en hög.
Kristina Nilssons tog mycket illa vid sig av olyckan som hon ansåg att hon själv orsakat, och hon arrangerade därför stödkonserter till de anhörigas familjer i Ladugårdslandskyrkan (nuvarande Hedvig Eleonora kyrka), liksom hon även med egna medel sökte hjälpa offrens familjer. Det är däremot inte sant att det var denna händelse som fick henne att avsluta sin karriär, vilket först skedde ett par år senare.
I ett avsnitt av radioprogrammet "Ögonvittnen berättar" från 1938 skildrar två vittnen från katastrofen det dramatiska händelseförloppet. Dokument om olyckan finns på Stockholmskällan.